# Dmitri Bilozertxev
Dmitri Bilozertxev (en rus: Дмитрий Билозерчев) (Moscou, Unió Soviètica 1966) és un gimnasta artístic rus, ja retirat, guanyador de quatre medalles olímpiques.

## Biografia
Va néixer el 22 de desembre de 1966 a la ciutat de Moscou, que en aquells moments era la capital de la República Socialista Federada Soviètica de Rússia (Unió Soviètica) i avui dia de la Federació Russa.

## Carrera esportiva
Conegut per la seva tècnica, l'any 1983 va esdevenir el més jove campió del món en el concurs complet (individual) amb la seva victòria al Campionat del Món de gimnàstica artística de Budapest (Romania) als setze anys. En aquests mateixos campionats aconseguí guanyar tres títols per aparells (cavall amb arcs, anelles i barra fixa), així com dues medalles de plata (competició per equips i exercici de terra). L'any 1984 no pogué participar en els Jocs Olímpics d'estiu de 1984 realitzats a Los Angeles (Estats Units) a conseqüència del boicot polític organitzat pel seu país, però participà en els denominats Jocs de l'Amistat organitzats pels països boicotejadors. Així doncs, en aquests Jocs aconseguí guanyar sis medalles, cinc d'elles d'or.
Després de proclamar-se l'any 1985 campió d'Europa per segona vegada (l'any 1983 ja ho havia fet) en la competició individual, tingué un accident automobilístic molt greu, en el qual es trencà la cama esquerra i els metges estigueren a punt d'amputar-li. Després d'una llarga recuperació retornà a la competició al Campionat del Món de 1987 realitzat a Rotterdam (Països Baixos), on va aconseguir revalidar el seu títol mundial en individual, cavall amb arcs i barra fixa, a més d'afegir la competició per equips.
Gran favorit en els Jocs Olímpics d'Estiu de 1988 celebrats a Seül (Corea del Sud), aconseguí guanyar la medalla d'or en el concurs complet (per equips), cavall amb arcs i anelles, els seus aparells preferits, però únicament fou bronze en el concurs complet (individual), just per darrere dels seus compatriotes Vladimir Artemov i Valeri Liukin. En finalitzar la competició olímpica decidí retirar-se de la competició activa.